# Trichoniscus litorivagus
Trichoniscus litorivagus is een pissebed uit de familie Trichoniscidae. De wetenschappelijke naam van de soort is voor het eerst geldig gepubliceerd in 1944 door Karl Wilhelm Verhoeff.